# Криогаз-Высоцк
Криогаз-Высоцк СПГ — российский среднетоннажный завод по производству сжиженного природного газа и морской СПГ-терминал.
Расположен рядом с городом Высоцк Выборгского района Ленинградской области.
Первая очередь была запущена в апреле 2019 года, мощность производства составила 660 тысяч тонн СПГ в год. Планируется запуск второй очереди в 2020 году, ожидаемая мощность — 1,1 миллионов тонн СПГ в год. Источником газа является отвод от магистрального газопровода Ленинград – Выборг – госграница.
Основной потребитель СПГ — Финляндия. Объём производства полностью зафрахтован до 2025 года включительно.
Это первый среднетоннажный СПГ-проект на Балтике и третье действующее производство СПГ в России после «Сахалин-2» («Газпром») и «Ямал СПГ» («Новатэк»).
В 2021 г. на заводе была проведена реконструкция, за счет которой НОВАТЭК ожидал увеличения проектной мощности на 10%.
Также принят инвестпроект, согласно которому производство на существующих линиях увеличится до 800 тыс. т/год к концу 2023 г. - началу 2024 г..

## Собственники
Криогаз-Высоцк является совместным предприятием «Новатэк» и Газпромбанка, которым принадлежит доля 51 % и 41,5 % соответственно. Третьим учредителем является ООО «Статус» (7,5 %). После открытия завода интерес к акциям Новатэк на бирже заметно возрос.

## Инфраструктура и строительство
Инфраструктура завода включает резервуар, где может храниться до 42 тыс. м³ сжиженного газа и причала для танкеров грузоподъемностью до 30 тыс. м³.
В строительстве завода на 70 % использовались отечественные материалы и технологии.